# 宮﨑彩音
宮﨑 彩音（みやざき あやね、2002年9月15日 - )は、長野県野沢温泉村出身のノルディック複合選手である。

## 来歴
国際大会においては、2018年1月20日にレナで開催されたコンチネンタルカップが初出場となる。大会初日にロシアのセファニヤ・ナディモワに次ぐ2位でフィニッシュしたが、2日目にナディモワとジェニー・ノバクをかわして優勝した。さらにニジニ・タギルで2度表彰台に昇り、宮崎は総合順位で2位となった。シーズンの終わりの2018年3月21日に名寄で初優勝を果たす。
2018/19年シーズンの冬のコンチネンタルカップは1試合のみの出場であった。オテパーで行われた2回の大会においても、2位と3位で1度フィニッシュし、連続表彰台を継続することができた。2019年1月23日にラハティで開催されたノルディックスキージュニア世界選手権2019では初めて参加する大会で初優勝という快挙を達成した。さらに、2月末に白馬村で開催された日本選手権でも優勝し、連覇を達成した。
プレマノンで開催された2020年冬季ユースオリンピックでは、リサ・ヒルナーに続く銀メダルを獲得した。数週間後、コンチネンタルカップ2019/20シーズンに初出場した。2020年2月末のアイゼンエルツの大秋では、個人グンダーセンと個人マススタートの両方で6位入賞した。さらに、コンチネンタルカップでは初の男女混合チーム大会を3位で終えた。昨季同様、コンチネンタルカップの他の大会には出場せず、シーズン23位で80ポイントの獲得にとどまり、シーズンが終了した。3月のオーバーヴィーゼンタールで開催されたノルディックスキージュニア世界スキー選手権2020はディフェンディングチャンピオンとして注目を浴びる中出場したものの、トップから約1分半遅れの8位に終わり、連覇はならなかった。しかし、2日後の混合団体競技では竹花大松、中村安寿、木村幸大と共に銅メダルを獲得した。
2020年12月初旬から2021年3月にかけて、日本のワールドカップ遠征チームの一員としてヨーロッパを転戦した。2020年12月第3週には、ラムサウ（英: Ramsau am Dachstein）で今季初開催となるワールドカップに参加。競技の前日、日本のコーチングスタッフのメンバーが新型コロナウイルスの検査で陽性を示したため、日本人選手は事前練習から除外され、ジャンプは暫定順位となった。しかし選手は検査の結果陰性であった為、最終的にグンダーセン方式の競技のみに参加することを許可された。総合順位は17位に終わった。数週間のウィンターブレイクの後、アイゼンエルツで2021年1月から24日に開催された今シーズン最初のコンチネンタルカップに出場。初日3位で7回目の表彰台を獲得し、2日目は7位に終わった。数週間後、宮崎は再びラハティで開催されたノルディックスキージュニア世界選手権に出場し、個人で5位に終わった。また、西方悠斗、葛西優奈、木村幸大とともに出場した混合はチーム5位であった。2021年にオーベルストドルフで開催されたノルディックスキー世界選手権では、ジャンプの結果により首位からの76秒遅れの2位の位置でクロスカントリースキーに入る。しかしクロスカントリースキーでは順位を維持することができず、史上初開催であったノルディック複合女子競技を10位で終えた。
2021年4月、早稲田大学スポーツ科学部に進学。

## 成績

### コンチネンタルカップ個人での勝利
| 回数 | 日付          | 場所             | 競技                     |
| ---- | ------------- | ---------------- | ------------------------ |
| 1.   | 21日2018年1月 | ノルウェー</img> | グンダーセンノーマルヒル |

## 統計

### ワールドカップ個人総合
| シーズン | 順位 | ポイント |
| -------- | ---- | -------- |
| 2020/21  | 17   | 0 14     |

### コンチネンタルカップ個人総合
| シーズン | 順位 | ポイント |
| -------- | ---- | -------- |
| 2017/18  | 0 2. | 320      |
| 2018/19  | 12   | 140      |
| 2019/20  | 23   | 0 80     |
| 2020/21  | 12   | 132      |

## 脚註
1. ↑  "Ayane Miyazaki makes history in Lahti". fis-ski.com (英語). 23 January 2019. 2019年3月25日閲覧。
2. ↑  第2次コンバインド（女子）遠征（12/4 日程等変更 (Expedition Frauen). In: ski-japan.or.jp. 4. Dezember 2020, abgerufen am 18. Dezember 2020 (japanisch).
3. ↑  宮崎 彩音 早稲田大学スキー部、2023年12月24日閲覧。